# Буанс ет Фер
Буанс ет Фер (фр. Bouhans-et-Feurg) насеље је и општина у источној Француској у региону Франш-Конте, у департману Горња Саона која припада префектури Везул.
По подацима из 2011. године у општини је живело 288 становника, а густина насељености је износила 29,54 становника/km². Општина се простире на површини од 9,75 km². Налази се на средњој надморској висини од 218 метара (максималној 247 m, а минималној 197 m).

## Демографија
| 1962. | 1968. | 1975. | 1982. | 1990. | 1999. | 2011. |
| ----- | ----- | ----- | ----- | ----- | ----- | ----- |
| 254   | 294   | 283   | 242   | 245   | 239   | 288   |

График промене броја становника у току последњих година